# Iron Mountain Depot
Iron Mountain Depot — (с англ. — «Железный горный склад») — шестой и заключительный студийный альбом Джона Хартфорда, выпущенный на лейбле RCA Records в 1970 году.

## Об альбоме
В 2002 году альбом был переиздан вместе с пятым альбомом музыканта — John Hartford — и седьмым невыпущенным альбомом Radio John.

## Список композиций

### Выпуск 1970 года
Все песни написаны Джоном Хартфордом, исключая песни с примечаниями об авторах.
1. «Like Unto a Mockingbird» — 2:12
2. «Meanwhile You Sit by My Banjo» — 3:48
3. «I Won’t Know Why I Went Till After I Get Back» — 3:21
4. «Maybe» — 1:08
5. «Go Home Girl» — 2:44
6. «Natural to Be Gone» — 2:32
7. «Before They Tow My Car Away» — 2:52
8. «To Say» — 2:45
9. «Frustrated Bird» — 0:59
10. «Hey Jude» (Джон Леннон, Пол Маккартни) — 2:19

### Выпуск 2002 года
Все песни написаны Джоном Хартфордом, исключая песни с примечаниями об авторах.
1. «Dusty Miller Hornpipe and Fugue in A Major for Strings, Brass and 5-String Banjo»- 2:12
2. «I’ve Heard That Tearstained Monologue You Do There By the Door Before You Go» — 3:48
3. «The Collector» — 3:21
4. «A Short Sentimental Interlude» — 1:08
5. «Mr. Jackson’s Got Nothing to Do» — 2:44
6. «Open Rode Ode» — 2:32
7. «Little Piece in D» — 2:52
8. «The Old Prurient Interest Blues» — 2:45
9. «The Wart» — 0:59
10. «Railroad Street» — 2:19
11. «Another Short (But Not So Sentimental) Interlude» — 0:43
12. «Orphan of World War II» — 2:43
13. «The Little Old Lonesome Little Circle Song» — 1:49
14. «I Didn’t Know The World Would Last This Long» — 3:52
  - Треки с 1 по 14 в оригинале были включены в альбом 1969 года — John Hartford.
15. «Like Unto a Mockingbird» — 2:12
16. «Meanwhile You Sit by My Banjo» — 3:48
17. «I Won’t Know Why I Went Till After I Get Back» — 3:21
18. «Maybe» — 1:08
19. «Go Home Girl» — 2:44
20. «Natural to Be Gone» — 2:32
21. «Before They Tow My Car Away» — 2:52
22. «To Say» — 2:45
23. «Frustrated Bird» — 0:59
24. «Hey Jude» (Джон Леннон, Пол Маккартни) — 2:19
  - Треки с 15 по 24 в оригинале были включены в альбом 1970 года — Iron Mountain Depot.
25. «Skippin' in the Mississippi Dew» — 2:28
26. «Self Made Man» — 3:53
27. «In Tall Buildings» — 3:12
28. «And the Band Played On» — 4:07
29. «Orange Blossom Special» (Эрвин Т. Роуз) — 5:48
30. «Bed on My Mind» — 3:29
31. «Waugh Paugh» — 4:48
32. «White Lightning» (Джиллс Перри Ричардсон) — 4:00
33. «Sunshine Lady, You Really Know How to Slow a Man Down» — 3:20
34. «I Don’t Love Nobody» — 5:21
35. «California Earthquake» — 3:04
36. «Mouth to Mouth Resuscitation» — 1:50
  - Треки с 25 по 36 включены в невыпущеный альбом 1971 года — Radio John.